# Pallacanestro femminile ai XVI Giochi panamericani
Il Campionato femminile di pallacanestro ai XVI Giochi panamericani si svolse dal 21 al 25 ottobre 2011 a Guadalajara, in Messico, durante i XVI Giochi panamericani. La vittoria finale è andata alla nazionale portoricana, che aveva iniziato con una sconfitta contro le padrone di casa messicane il torneo. In finale le portoricane hanno poi ritrovato lo stesso Messico, stavolta vincendo nettamente.

## Squadre partecipanti
- Argentina
- Brasile
- Canada
- Messico
- Porto Rico
- Giamaica
- Stati Uniti
- Colombia

## Prima fase

### Girone A

#### Classifica
| Squadra     | G | V | P | PF  | PS  | DP  | P.ti |
| ----------- | - | - | - | --- | --- | --- | ---- |
| Messico     | 3 | 2 | 1 | 192 | 218 | -26 | 4    |
| Porto Rico  | 3 | 2 | 1 | 222 | 216 | +6  | 4    |
| Argentina   | 3 | 1 | 2 | 185 | 186 | -1  | 2    |
| Stati Uniti | 3 | 1 | 2 | 212 | 191 | +21 | 2    |

#### Risultati
| Arbitri: | Neil Connelly Luz Espinoza Yuliet Mendez |

|            |       |            |
| Stewart 18 | Punti | 21 Gretter |

| Arbitri: | Karla Diniz Adrián Vázquez Robinson Aracena |

|          |       |              |
| Silva 22 | Punti | 20 Sepúlveda |

| Arbitri: | Reid Kenyon Adrián Fernández Vanesa Williams |

|            |       |              |
| Stewart 14 | Punti | 21 Sepúlveda |

| Arbitri: | Roberto Fernández Carlos Dueñas Ricardo Hayles |

|            |       |          |
| Soriani 14 | Punti | 20 Gómez |

| Arbitri: | Marcos Benito Robinson Aracena Neil Donnelly |

|             |       |            |
| Escalera 18 | Punti | 24 Buriani |

| Arbitri: | Adrián Vázquez Américo Rodríguez Karla Diniz |

|          |       |            |
| Gómez 17 | Punti | 17 Stewart |

### Girone B

#### Classifica
| Squadra  | G | V | P | PF  | PS  | DP   | P.ti |
| -------- | - | - | - | --- | --- | ---- | ---- |
| Brasile  | 3 | 3 | 0 | 280 | 140 | +140 | 6    |
| Colombia | 3 | 2 | 1 | 195 | 228 | -33  | 4    |
| Canada   | 3 | 1 | 2 | 206 | 166 | -27  | 2    |
| Giamaica | 3 | 0 | 3 | 89  | 295 | -206 | 0    |

#### Risultati
| Arbitri: | Juan Fernández Amy Booner Brenda Mateo |

|           |       |           |
| Iziane 16 | Punti | 14 Colley |

| Arbitri: | Vanesa Williams Mario José Aluz Armando Ramos |

|          |       |             |
| Brown 10 | Punti | 21 Mosquera |

| Arbitri: | Arnoldo Dorame Luz Espinoza Roberto Vázquez |

|          |       |            |
| Érika 22 | Punti | 13 Jackson |

| Arbitri: | Américo Rodríguez Winston Stith Yuliet Mendez |

|           |       |             |
| Tatham 17 | Punti | 21 Mosquera |

| Arbitri: | Mario José Aluz Amy Booner Armando Ramos |

|            |       |           |
| Sánchez 13 | Punti | 25 Iziane |

| Arbitri: | Brenda Mateo Yuliet Mendez Vanesa Williams |

|           |       |          |
| Colley 16 | Punti | 13 Dixon |

## Fase finale
|  | Semifinali | Semifinali | Semifinali |            |         | Finale 1º posto | Finale 1º posto | Finale 1º posto |  |
|  |            |            |            |            |         |                 |                 |                 |  |
|  | Messico    | Messico    | 64         |            |         |                 |                 |                 |  |
|  | Messico    | Messico    | 64         |            |         |                 |                 |                 |  |
|  | Colombia   | Colombia   | 58         |            |         |                 |                 |                 |  |
|  | Colombia   | Colombia   | 58         |            | Messico | Messico         | 67              |                 |  |
|  |            |            |            |            | Messico | Messico         | 67              |                 |  |
|  |            |            | Porto Rico | Porto Rico | 85      |                 |                 |                 |  |
|  | Porto Rico | Porto Rico | Porto Rico | Porto Rico | 85      | 69              |                 |                 |  |
|  | Porto Rico | Porto Rico |            |            |         | 69              |                 |                 |  |
|  | Brasile    | Brasile    | 68         |            |         | Finale 3º posto | Finale 3º posto | Finale 3º posto |  |
|  | Brasile    | Brasile    | 68         |            |         |                 |                 |                 |  |
|  |            |            |            |            |         |                 |                 |                 |  |
|  |            |            |            |            |         | Colombia        | Colombia        | 48              |  |
|  |            |            |            |            |         | Colombia        | Colombia        | 48              |  |
|  |            |            |            |            |         | Brasile         | Brasile         | 87              |  |

### Semifinali
| Arbitri: | Américo Rodríguez Yuliet Mendez Ricardo Hayles |

|             |       |              |
| Silvinha 16 | Punti | 22 Sepúlveda |

| Arbitri: | Juan Fernández Adrián Fernández Reid Kenyon |

|                  |       |             |
| García, Gómez 15 | Punti | 14 Mosquera |

### Finale 7º - 8º posto
| Arbitri: | Armando Ramos Luz Espinoza Carlos Dueñas |

|          |       |            |
| James 19 | Punti | 19 Jackson |

### Finale 5º - 6º posto
| Arbitri: | Karla Diniz Winston Stith Arnoldo Dorame |

|              |       |           |
| Reggiardo 17 | Punti | 11 Colley |

### Finale 3º - 4º posto
| Arbitri: | Mario José Aluz Armando Ramos Brenda Meteo |

|           |       |            |
| Iziane 20 | Punti | 12 Sánchez |

### Finale 1º - 2º posto
| Arbitri: | Adrián Vázquez Neil Donnelly Amy Booner |

|            |       |          |
| Cortijo 29 | Punti | 33 Gómez |

## Classifica finale
| Pos. | Squadra     | Formazione |
| ---- | ----------- | --- |
|      | Porto Rico  | Porto Rico4 Bermúdez, 5 Rosado, 6 Sepúlveda, 7 Valentín, 8 Cortijo, 9 Pacheco, 10 Jones, 11 González, 12 Morales, 13 Escalera, 14 Plácido, 15 Vargas, All. Omar González |
|      | Messico     | Messico4 Castro, 5 Bibbs, 6 de Anda, 7 A. García, 8 Ortega, 9 Silva, 10 Ornelas, 11 M. García, 12 Núñez, 13 Gómez, 14 Gutiérrez, 15 S. García, All. Ray Santana          |
|      | Brasile     | Brasile4 Babi Honório, 5 Palmira, 6 Tássia, 7 Izabela, 8 Iziane, 9 Jaqueline, 10 Silvinha, 11 Gil, 12 Damiris, 13 Carina, 14 Érika, 15 Clarissa, All. Ênio Vecchi        |
| 4.   | Colombia    | Colombia4 Mendoza, 5 Alonso, 6 García, 7 Sánchez, 8 Mosquera, 9 Palacio, 10 Martínez, 11 Muñoz, 12 Olarte, 13 Torres, 14 Quimbaya, 15 Díaz, All. Luis Cuenca             |
| 5.   | Argentina   | Argentina4 Flores, 5 Santana, 6 Reggiardo, 7 Cabrera, 8 Pérez, 9 Cava, 10 Burani, 11 Gretter, 12 Pavón, 13 Soriani, 14 Rojas, 15 Pavicich, All. Roberto Santín           |
| 6.   | Canada      | Canada4 Humbert, 5 Purkovic, 6 Ring, 7 Colley, 8 Tatham, 9 Crozon, 10 Campbell, 11 Pinske, 12 Wolfram, 13 Prince, 14 Ledingham, 15 Kiss, All. Allison McNeill            |
| 7.   | Stati Uniti | Stati Uniti4 James, 5 McFarland, 6 Johnson, 7 Flores, 8 Stewart, 9 Luper, 10 Kastanek, 11 Sykes, 12 Redmon, 13 Standish, 14 Evans, 15 Warley, All. Adele Barry           |
| 8.   | Giamaica    | Giamaica4 Dell, 5 Kelly, 6 Gordon, 7 Farquharson, 8 Dixon, 9 Facey, 10 Brown, 11 Moodie, 12 Dias, 13 Jackson, 14 Lamoth, All. Richard Polack                             |